# Torneo Finalización 2016 (Colombia)
El Torneo Finalización 2016 fue la octogésima cuarta (84a.) edición de la Categoría Primera A del fútbol profesional colombiano, siendo el segundo torneo de la temporada 2016. El campeón del este torneo clasificó a la Copa Libertadores 2017 y a la Superliga de Colombia 2017. Según el sistema de juego, el torneo se disputó en dos etapas: la fase regular de fechas todos contra todos, más un partido de clásicos (20 fechas) y la fase final de eliminación directa. 
Santa Fe conquistó su noveno título de Liga gracias a los resultados 0-0 en el Estadio Manuel Murillo Toro de Ibagué, y 1-0 en Estadio Nemesio Camacho El Campín con gol de Héctor Urrego . El equipo se proclama campeón de la liga por tercera ocasión en los últimos 5 años. Este es el segundo título que Gustavo Costas alcanza al mando del club cardenal, con el que ya había dado la vuelta olímpica en el 2014-II.
Para esta final no clasificaron equipos provenientes del departamento de Antioquia algo que no sucedía desde (2012-I) precisamente cuando Santa Fe de Bogotá ganó su séptima estrella contra el Deportivo Pasto.

## Sistema de juego
El Torneo Finalización se jugó en cuatro fases para definir al campeón del certamen. En la fase inicial jugaron los equipos 20 jornadas todos contra todos (19 fechas y una fecha de clásicos). Los ocho primeros clasificados avanzaron a la siguiente instancia; estos jugaron los cuartos de final, donde los ocho equipos clasificados se dividieron en dos grupos para el sorteo: los cuatro equipos clasificados de primeros se sortearon cada uno con los cuatro restantes, y se jugaron partidos de ida y vuelta en cada llave. Al terminar la fase, los cuatro vencedores jugaron una serie de semifinales igualmente de ida y vuelta, donde jugó de local el partido de vuelta el mejor ubicado en la reclasificación del Torneo Apertura.
Finalmente se jugó la final del torneo (en partido de ida y vuelta); el equipo ganador del torneo, clasificó a la «Superliga» y a la «Copa Libertadores».

## Equipos participantes

### Datos de los clubes
| Equipo                 | Entrenador          | Ciudad/Municipio | Estadio                              | Aforo           | Marca         | Patrocinador principal      |
| ---------------------- | ------------------- | ---------------- | ------------------------------------ | --------------- | ------------- | --------------------------- |
| Alianza Petrolera      | Jorge Luis Bernal   | Barrancabermeja  | Daniel Villa Zapata                  | 10.400          | Kelme         | Alcaldía de Barrancabermeja |
| Atlético Bucaramanga   | Flabio Torres       | Bucaramanga      | Alfonso López y Álvaro Gómez Hurtado | 28.000 y 12.000 | Deporte Total | Freskaleche S.A.            |
| Atlético Huila         | Virgilio Puerto     | Neiva            | Guillermo Plazas Alcid               | 28.000          | Sheffy        | ElectroHuila                |
| Atlético Nacional      | Reinaldo Rueda      | Medellín         | Atanasio Girardot                    | 48.700          | Nike          | Postobón                    |
| Boyacá Chicó           | Nelson Olveira      | Tunja            | La Independencia                     | 30.000          | Geus          | Universidad de Boyacá       |
| Cortuluá               | Jaime de La Pava    | Tuluá            | Doce de Octubre                      | 14.000          | Keuka         | Cortulua.co                 |
| Deportes Tolima        | Alberto Gamero      | Ibagué           | Manuel Murillo Toro                  | 36.000          | Sheffy        | Cervecería Bavaria S.A.     |
| Deportivo Cali         | Mario Yepes         | Palmira          | Deportivo Cali                       | 55.500          | Umbro         | Siesa                       |
| Deportivo Pasto        | José Fernando Santa | Pasto            | Departamental Libertad               | 27.000          | Sheffy        | Aguardiente Nariño          |
| Envigado F. C.         | Ismael Rescalvo     | Envigado         | Polideportivo Sur                    | 14.000          | Kaxon         | Inderenvigado               |
| Fortaleza CEIF         | Carlos Barato       | Bogotá           | Metropolitano de Techo               | 10.000          | FSS           | Seguros del Estado S.A.     |
| Independiente Medellín | Leonel Álvarez      | Medellín         | Atanasio Girardot                    | 48.700          | Puma          | Pepsi                       |
| Jaguares               | Hubert Bodhert      | Montería         | Jaraguay                             | 14.000          | Kaxon         | Comfacor                    |
| Junior                 | Giovanni Hernández  | Barranquilla     | Metropolitano Roberto Meléndez       | 50.000          | New Balance   | Cerveza Águila              |
| La Equidad             | Arturo Boyacá       | Bogotá           | Metropolitano de Techo               | 10.000          | Puma          | La Equidad Seguros          |
| Millonarios            | Diego Cocca         | Bogotá           | Nemesio Camacho El Campín            | 40.000          | Adidas        | Pepsi                       |
| Once Caldas            | Hernán Lisi         | Manizales        | Palogrande                           | 43.680          | Umbro         | DAF                         |
| Patriotas              | Harold Rivera       | Tunja            | La Independencia                     | 30.000          | Kimo          | Incap                       |
| Rionegro Águilas       | Néstor Otero        | Rionegro         | Alberto Grisales                     | 14.000          | FSS           | Alcaldía de Rionegro        |
| Santa Fe               | Gustavo Costas      | Bogotá           | Nemesio Camacho El Campín            | 40.000          | Umbro         | Huawei                      |

#### Cambio de entrenadores
| Equipo           | Entrenador saliente | Fecha de salida  | Reemplazado por     | Fecha de llegada |
| ---------------- | ------------------- | ---------------- | ------------------- | ---------------- |
| Envigado F. C.   | Juan Carlos Sánchez | 31 de mayo       | Ismael Rescalvo     | 3 de junio       |
| Fortaleza CEIF   | Nilton Bernal       | 31 de mayo       | Freddy Amazo        | 7 de junio       |
| Patriotas        | Diego Corredor      | 3 de junio       | Harold Rivera       | 3 de junio       |
| Rionegro Águilas | Néstor Otero        | 8 de junio       | Pedro Sarmiento     | 13 de junio      |
| Deportivo Pasto  | Guillermo Berrío    | 15 de junio      | José Fernando Santa | 16 de junio      |
| Boyacá Chicó     | Nelson Gómez        | 1 de julio       | Darío Sierra        | 1 de julio       |
| Junior           | Alexis Mendoza      | 19 de julio      | Giovanni Hernández  | 22 de julio      |
| Santa Fe         | Alexis García       | 20 de julio      | Gustavo Costas      | 21 de julio      |
| Fortaleza CEIF   | Freddy Amazo        | 27 de julio      | Carlos Barato       | 28 de julio      |
| Millonarios      | Rubén Israel        | 11 de agosto     | Diego Cocca         | 16 de agosto     |
| Rionegro Águilas | Pedro Sarmiento     | 22 de agosto     | Néstor Otero        | 23 de agosto     |
| Once Caldas      | Javier Torrente     | 30 de agosto     | Hernán Lisi         | 1 de septiembre  |
| Boyacá Chicó     | Darío Sierra        | 27 de agosto     | Nelson Olveira      | 8 de septiembre  |
| Atlético Huila   | Oswaldo Durán       | 27 de septiembre | Virgilio Puerto     | 27 de septiembre |

### Localización
| Antioquia       | 4 | Atlético Nacional, Envigado F. C., Independiente Medellín y Rionegro Águilas | Junior Jaguares Bucaramanga Alianza Envigado R. Águilas Caldas Huila · Tolima Cortuluá Cali Pasto Bogotá Equipos de Bogotá: · La Equidad · Fortaleza CEIF · Millonarios · Santa Fe Medellín Equipos de Medellín: · Atlético Nacional · Independiente Medellín Tunja Equipos de Tunja: · Boyacá Chicó · Patriotas |
| Bogotá, D. C.   | 4 | La Equidad, Fortaleza CEIF, Millonarios y Santa Fe                           | Junior Jaguares Bucaramanga Alianza Envigado R. Águilas Caldas Huila · Tolima Cortuluá Cali Pasto Bogotá Equipos de Bogotá: · La Equidad · Fortaleza CEIF · Millonarios · Santa Fe Medellín Equipos de Medellín: · Atlético Nacional · Independiente Medellín Tunja Equipos de Tunja: · Boyacá Chicó · Patriotas |
| Boyacá          | 2 | Boyacá Chicó y Patriotas                                                     | Junior Jaguares Bucaramanga Alianza Envigado R. Águilas Caldas Huila · Tolima Cortuluá Cali Pasto Bogotá Equipos de Bogotá: · La Equidad · Fortaleza CEIF · Millonarios · Santa Fe Medellín Equipos de Medellín: · Atlético Nacional · Independiente Medellín Tunja Equipos de Tunja: · Boyacá Chicó · Patriotas |
| Santander       | 2 | Alianza Petrolera y Atlético Bucaramanga                                     | Junior Jaguares Bucaramanga Alianza Envigado R. Águilas Caldas Huila · Tolima Cortuluá Cali Pasto Bogotá Equipos de Bogotá: · La Equidad · Fortaleza CEIF · Millonarios · Santa Fe Medellín Equipos de Medellín: · Atlético Nacional · Independiente Medellín Tunja Equipos de Tunja: · Boyacá Chicó · Patriotas |
| Valle del Cauca | 2 | Cortuluá y Deportivo Cali                                                    | Junior Jaguares Bucaramanga Alianza Envigado R. Águilas Caldas Huila · Tolima Cortuluá Cali Pasto Bogotá Equipos de Bogotá: · La Equidad · Fortaleza CEIF · Millonarios · Santa Fe Medellín Equipos de Medellín: · Atlético Nacional · Independiente Medellín Tunja Equipos de Tunja: · Boyacá Chicó · Patriotas |
| Atlántico       | 1 | Junior                                                                       | Junior Jaguares Bucaramanga Alianza Envigado R. Águilas Caldas Huila · Tolima Cortuluá Cali Pasto Bogotá Equipos de Bogotá: · La Equidad · Fortaleza CEIF · Millonarios · Santa Fe Medellín Equipos de Medellín: · Atlético Nacional · Independiente Medellín Tunja Equipos de Tunja: · Boyacá Chicó · Patriotas |
| Caldas          | 1 | Once Caldas                                                                  | Junior Jaguares Bucaramanga Alianza Envigado R. Águilas Caldas Huila · Tolima Cortuluá Cali Pasto Bogotá Equipos de Bogotá: · La Equidad · Fortaleza CEIF · Millonarios · Santa Fe Medellín Equipos de Medellín: · Atlético Nacional · Independiente Medellín Tunja Equipos de Tunja: · Boyacá Chicó · Patriotas |
| Córdoba         | 1 | Jaguares                                                                     | Junior Jaguares Bucaramanga Alianza Envigado R. Águilas Caldas Huila · Tolima Cortuluá Cali Pasto Bogotá Equipos de Bogotá: · La Equidad · Fortaleza CEIF · Millonarios · Santa Fe Medellín Equipos de Medellín: · Atlético Nacional · Independiente Medellín Tunja Equipos de Tunja: · Boyacá Chicó · Patriotas |
| Huila           | 1 | Atlético Huila                                                               | Junior Jaguares Bucaramanga Alianza Envigado R. Águilas Caldas Huila · Tolima Cortuluá Cali Pasto Bogotá Equipos de Bogotá: · La Equidad · Fortaleza CEIF · Millonarios · Santa Fe Medellín Equipos de Medellín: · Atlético Nacional · Independiente Medellín Tunja Equipos de Tunja: · Boyacá Chicó · Patriotas |
| Nariño          | 1 | Deportivo Pasto                                                              | Junior Jaguares Bucaramanga Alianza Envigado R. Águilas Caldas Huila · Tolima Cortuluá Cali Pasto Bogotá Equipos de Bogotá: · La Equidad · Fortaleza CEIF · Millonarios · Santa Fe Medellín Equipos de Medellín: · Atlético Nacional · Independiente Medellín Tunja Equipos de Tunja: · Boyacá Chicó · Patriotas |
| Tolima          | 1 | Deportes Tolima                                                              | Junior Jaguares Bucaramanga Alianza Envigado R. Águilas Caldas Huila · Tolima Cortuluá Cali Pasto Bogotá Equipos de Bogotá: · La Equidad · Fortaleza CEIF · Millonarios · Santa Fe Medellín Equipos de Medellín: · Atlético Nacional · Independiente Medellín Tunja Equipos de Tunja: · Boyacá Chicó · Patriotas |

## Todos contra todos

### Clasificación
| Pos. | Equipos                | PJ | PG | PE | PP | GF | GC | Dif. | Pts. |
| ---- | ---------------------- | -- | -- | -- | -- | -- | -- | ---- | ---- |
| 1.   | Atlético Nacional      | 20 | 9  | 10 | 1  | 32 | 19 | 13   | 37   |
| 2.   | Deportivo Cali         | 20 | 10 | 4  | 6  | 25 | 17 | 8    | 34   |
| 3.   | Deportes Tolima        | 20 | 8  | 9  | 3  | 25 | 16 | 9    | 33   |
| 4.   | Independiente Santa Fe | 20 | 9  | 6  | 5  | 22 | 15 | 7    | 33   |
| 5.   | Independiente Medellín | 20 | 9  | 6  | 5  | 31 | 26 | 5    | 33   |
| 6.   | Millonarios            | 20 | 10 | 3  | 7  | 28 | 23 | 5    | 33   |
| 7.   | Atlético Bucaramanga   | 20 | 9  | 5  | 6  | 26 | 19 | 7    | 32   |
| 8.   | Patriotas              | 20 | 9  | 5  | 6  | 23 | 19 | 4    | 32   |
| 9.   | Envigado F. C.         | 20 | 9  | 5  | 6  | 23 | 20 | 3    | 32   |
| 10.  | Alianza Petrolera      | 20 | 8  | 6  | 6  | 22 | 17 | 5    | 30   |
| 11.  | Junior                 | 20 | 7  | 7  | 6  | 25 | 27 | -2   | 28   |
| 12.  | Rionegro Águilas       | 20 | 7  | 5  | 8  | 23 | 28 | -5   | 26   |
| 13.  | Once Caldas            | 20 | 7  | 4  | 9  | 25 | 24 | 1    | 25   |
| 14.  | La Equidad             | 20 | 5  | 8  | 7  | 24 | 27 | -3   | 23   |
| 15.  | Jaguares de Córdoba    | 20 | 6  | 5  | 9  | 16 | 20 | -4   | 23   |
| 16.  | Atlético Huila         | 20 | 6  | 5  | 9  | 18 | 27 | -9   | 23   |
| 17.  | Fortaleza CEIF         | 20 | 5  | 5  | 10 | 20 | 28 | -8   | 20   |
| 18.  | Deportivo Pasto        | 20 | 5  | 5  | 10 | 19 | 28 | -9   | 20   |
| 19.  | Cortuluá               | 20 | 3  | 5  | 12 | 22 | 34 | -12  | 14   |
| 20.  | Boyacá Chicó           | 20 | 4  | 2  | 14 | 18 | 33 | -15  | 14   |

Fuente: Web oficial de Dimayor
|  |                                       |
|  | Clasificados a los cuartos de final.  |
|  | Eliminados.                           |
|  | Descenso a la Primera B por promedio. |

#### Evolución de la clasificación
| Equipo                 | Jornada | Jornada | Jornada | Jornada | Jornada | Jornada | Jornada | Jornada | Jornada | Jornada | Jornada | Jornada | Jornada | Jornada | Jornada | Jornada | Jornada | Jornada | Jornada | Jornada |
| Equipo                 | 1       | 2       | 3       | 4       | 5       | 6       | 7       | 8       | 9       | 10      | 11      | 12      | 13      | 14      | 15      | 16      | 17      | 18      | 19      | 20      |
| ---------------------- | ------- | ------- | ------- | ------- | ------- | ------- | ------- | ------- | ------- | ------- | ------- | ------- | ------- | ------- | ------- | ------- | ------- | ------- | ------- | ------- |
| Atlético Nacional      | 6       | 1       | 7       | 7       | 5       | 11      | 5       | 5       | 5       | 5       | 5       | 6       | 6       | 7       | 5       | 1       | 1       | 1       | 1       | 1       |
| Deportivo Cali         | 1       | 7       | 6       | 2       | 7       | 3       | 7       | 10      | 8       | 8       | 7       | 8       | 9       | 10      | 10      | 11      | 10      | 8       | 4       | 2       |
| Deportes Tolima        | 11      | 4       | 4       | 4       | 2       | 1       | 2       | 1       | 1       | 1       | 4       | 5       | 4       | 3       | 4       | 2       | 2       | 3       | 5       | 3       |
| Santa Fe               | 4       | 11      | 2       | 6       | 3       | 2       | 4       | 6       | 7       | 9       | 13      | 13      | 11      | 8       | 7       | 5       | 6       | 5       | 7       | 4       |
| Independiente Medellín | 12      | 15      | 18      | 13      | 9       | 4       | 3       | 2       | 3       | 2       | 1       | 2       | 2       | 1       | 2       | 6       | 7       | 4       | 2       | 5       |
| Millonarios            | 19      | 12      | 12      | 5       | 11      | 13      | 14      | 4       | 6       | 6       | 6       | 4       | 5       | 9       | 11      | 8       | 8       | 10      | 8       | 6       |
| Atlético Bucaramanga   | 13      | 16      | 19      | 14      | 10      | 5       | 1       | 3       | 2       | 3       | 3       | 3       | 3       | 4       | 6       | 4       | 5       | 2       | 3       | 7       |
| Patriotas              | 3       | 3       | 9       | 8       | 4       | 7       | 6       | 9       | 14      | 11      | 8       | 7       | 7       | 5       | 3       | 7       | 3       | 6       | 9       | 8       |
| Envigado F. C.         | 9       | 2       | 1       | 1       | 6       | 9       | 10      | 8       | 4       | 4       | 2       | 1       | 1       | 2       | 1       | 3       | 4       | 7       | 10      | 9       |
| Alianza Petrolera      | 7       | 13      | 14      | 19      | 19      | 19      | 18      | 19      | 19      | 16      | 17      | 17      | 17      | 19      | 13      | 12      | 11      | 9       | 6       | 10      |
| Junior                 | 14      | 14      | 16      | 11      | 14      | 10      | 11      | 13      | 12      | 10      | 12      | 15      | 15      | 15      | 16      | 18      | 18      | 16      | 13      | 11      |
| Rionegro Águilas       | 10      | 17      | 17      | 12      | 8       | 12      | 13      | 15      | 16      | 17      | 16      | 12      | 10      | 11      | 8       | 9       | 9       | 11      | 11      | 12      |
| Once Caldas            | 5       | 5       | 3       | 9       | 13      | 8       | 9       | 7       | 11      | 12      | 15      | 11      | 8       | 6       | 9       | 10      | 12      | 12      | 12      | 13      |
| La Equidad             | 8       | 18      | 15      | 10      | 15      | 15      | 17      | 14      | 13      | 13      | 14      | 16      | 16      | 16      | 18      | 15      | 15      | 14      | 14      | 14      |
| Jaguares               | 2       | 9       | 5       | 3       | 1       | 6       | 8       | 9       | 10      | 14      | 9       | 10      | 12      | 12      | 14      | 13      | 14      | 15      | 15      | 15      |
| Atlético Huila         | 15      | 19      | 11      | 17      | 12      | 14      | 15      | 12      | 15      | 15      | 10      | 9       | 13      | 13      | 12      | 14      | 13      | 13      | 16      | 16      |
| Fortaleza CEIF         | 18      | 10      | 8       | 15      | 17      | 17      | 16      | 17      | 18      | 19      | 18      | 19      | 19      | 18      | 19      | 16      | 16      | 17      | 18      | 17      |
| Deportivo Pasto        | 16      | 6       | 10      | 16      | 16      | 16      | 12      | 16      | 11      | 7       | 11      | 14      | 14      | 14      | 15      | 17      | 17      | 18      | 17      | 18      |
| Cortuluá               | 20      | 8       | 13      | 18      | 18      | 18      | 19      | 18      | 17      | 18      | 19      | 18      | 18      | 17      | 17      | 19      | 19      | 19      | 19      | 19      |
| Boyacá Chicó           | 17      | 20      | 20      | 20      | 20      | 20      | 20      | 20      | 20      | 20      | 20      | 20      | 20      | 20      | 20      | 20      | 20      | 20      | 20      | 20      |

## Resultados
- La hora de cada encuentro corresponde al huso horario que rige a Colombia (UTC-5)

Nota: Los horarios y partidos de televisión se definen la semana previa a cada jornada. Los canales Win Sports, RCN Televisión y BandSports (solo en Brasil), son los medios de difusión por televisión autorizado por la Dimayor para la transmisión por cable de todos los partidos de cada jornada.
| Alianza Petrolera      | 3 : 3 | Atlético Nacional    | Daniel Villa Zapata       | 1 de julio      | 20:00 | Win Sports       |
| Rionegro Águilas       | 0 : 0 | Deportes Tolima      | Alberto Grisales          | 2 de julio      | 15:15 | Win Sports       |
| Deportivo Cali         | 3 : 1 | Cortuluá             | Palmaseca                 | 2 de julio      | 17:00 | RCN              |
| La Equidad             | 2 : 2 | Envigado F. C.       | Metropolitano de Techo    | 2 de julio      | 17:30 | Win Sports       |
| Patriotas              | 1 : 0 | Millonarios          | La Independencia          | 2 de julio      | 19:45 | Win Sports       |
| Jaguares               | 1 : 0 | Fortaleza            | Jaraguay                  | 3 de julio      | 15:15 | Win Sports       |
| Santa Fe               | 1 : 0 | Boyacá Chicó         | Nemesio Camacho El Campín | 3 de julio      | 17:00 | RCN y BandSports |
| Deportivo Pasto        | 1 : 2 | Once Caldas          | Departamental Libertad    | 3 de julio      | 19:30 | Win Sports       |
| Independiente Medellín | 1 : 0 | Atlético Bucaramanga | Atanasio Girardot         | 3 de septiembre | 19:45 | Win Sports       |
| Atlético Huila         | 3 : 1 | Junior               | Manuel Murillo Toro       | 7 de septiembre | 18:00 | Win Sports       |

| Cortuluá             | 2 : 0 | La Equidad             | Doce de Octubre                | 8 de julio  | 20:00 | Win Sports       |
| Fortaleza            | 2 : 1 | Rionegro Águilas       | Metropolitano de Techo         | 9 de julio  | 14:00 | Win Sports       |
| Atlético Bucaramanga | 0 : 0 | Patriotas              | Álvaro Gómez Hurtado           | 9 de julio  | 16:00 | Win Sports       |
| Millonarios          | 1 : 0 | Santa Fe               | Nemesio Camacho El Campín      | 9 de julio  | 17:00 | RCN y BandSports |
| Envigado F. C.       | 1 : 0 | Atlético Huila         | Polideportivo Sur              | 9 de julio  | 18:00 | Win Sports       |
| Junior               | 1 : 1 | Independiente Medellín | Metropolitano Roberto Meléndez | 9 de julio  | 20:00 | Win Sports       |
| Boyacá Chicó         | 0 : 2 | Deportivo Pasto        | La Independencia               | 10 de julio | 15:15 | Win Sports       |
| Atlético Nacional    | 2 : 1 | Jaguares               | Atanasio Girardot              | 10 de julio | 17:30 | Win Sports       |
| Deportes Tolima      | 1 : 0 | Deportivo Cali         | Manuel Murillo Toro            | 10 de julio | 18:00 | RCN              |
| Once Caldas          | 1 : 1 | Alianza Petrolera      | Palogrande                     | 10 de julio | 19:45 | Win Sports       |

| Independiente Medellín | 0 : 1 | Envigado F. C.       | Atanasio Girardot         | 12 de julio     | 20:00 | Win Sports      |
| Atlético Huila         | 2 : 1 | Cortuluá             | Guillermo Plazas Alcid    | 13 de julio     | 15:15 | Sin transmisión |
| Jaguares               | 1 : 1 | Once Caldas          | Jaraguay                  | 13 de julio     | 15:15 | Win Sports      |
| Deportes Tolima        | 0 : 0 | Fortaleza            | Manuel Murillo Toro       | 13 de julio     | 18:00 | Win Sports      |
| Deportivo Cali         | 1 : 1 | La Equidad           | Deportivo Cali            | 13 de julio     | 18:00 | Win Sports      |
| Santa Fe               | 1 : 0 | Atlético Bucaramanga | Nemesio Camacho El Campín | 13 de julio     | 20:00 | Win Sports      |
| Alianza Petrolera      | 1 : 0 | Boyacá Chicó         | Daniel Villa Zapata       | 24 de agosto    | 18:00 | Win Sports      |
| Deportivo Pasto        | 1 : 1 | Millonarios          | Departamental Libertad    | 5 de septiembre | 19:00 | Win Sports      |
| Patriotas              | 3 : 2 | Junior               | La Independencia          | 8 de octubre    | 15:00 | Win Sports      |
| Rionegro Águilas       | 1 : 1 | Atlético Nacional    | Alberto Grisales          | 8 de octubre    | 19:30 | Win Sports      |

| Once Caldas          | 1 : 2 | Rionegro Águilas       | Palogrande                     | 16 de julio | 15:15 | Win Sports       |
| Fortaleza            | 0 : 2 | Deportivo Cali         | Metropolitano de Techo         | 16 de julio | 17:00 | RCN              |
| Cortuluá             | 3 : 4 | Independiente Medellín | Doce de Octubre                | 16 de julio | 17:30 | Win Sports       |
| Atlético Nacional    | 2 : 2 | Deportes Tolima        | Atanasio Girardot              | 16 de julio | 19:45 | Win Sports       |
| La Equidad           | 1 : 0 | Atlético Huila         | Metropolitano de Techo         | 17 de julio | 16:00 | Win Sports       |
| Junior               | 2 : 1 | Santa Fe               | Metropolitano Roberto Meléndez | 17 de julio | 17:00 | RCN y BandSports |
| Atlético Bucaramanga | 2 : 1 | Deportivo Pasto        | Álvaro Gómez Hurtado           | 17 de julio | 18:00 | Win Sports       |
| Millonarios          | 1 : 0 | Alianza Petrolera      | Nemesio Camacho El Campín      | 17 de julio | 20:00 | Win Sports       |
| Envigado F. C.       | 0 : 0 | Patriotas              | Polideportivo Sur              | 18 de julio | 18:00 | Win Sports       |
| Boyacá Chicó         | 0 : 1 | Jaguares               | La Independencia               | 18 de julio | 20:00 | Win Sports       |

| Patriotas              | 4 : 1 | Cortuluá             | La Independencia          | 22 de julio | 19:45 | Win Sports       |
| Rionegro Águilas       | 2 : 1 | Boyacá Chicó         | Alberto Grisales          | 23 de julio | 14:00 | Win Sports       |
| Alianza Petrolera      | 0 : 1 | Atlético Bucaramanga | Daniel Villa Zapata       | 23 de julio | 16:00 | Win Sports       |
| Deportivo Pasto        | 1 : 1 | Junior               | Departamental Libertad    | 23 de julio | 17:00 | RCN              |
| Independiente Medellín | 1 : 0 | La Equidad           | Atanasio Girardot         | 23 de julio | 18:00 | Win Sports       |
| Fortaleza              | 0 : 1 | Atlético Nacional    | Nemesio Camacho El Campín | 23 de julio | 20:00 | Win Sports       |
| Jaguares               | 2 : 1 | Millonarios          | Jaraguay                  | 24 de julio | 15:15 | RCN y BandSports |
| Atlético Huila         | 2 : 1 | Deportivo Cali       | Guillermo Plazas Alcid    | 24 de julio | 15:15 | Win Sports       |
| Deportes Tolima        | 3 : 0 | Once Caldas          | Manuel Murillo Toro       | 24 de julio | 17:30 | Win Sports       |
| Santa Fe               | 2 : 0 | Envigado F. C.       | Nemesio Camacho El Campín | 24 de julio | 19:30 | Win Sports       |

| Atlético Bucaramanga   | 1 : 0 | Jaguares          | Alfonso López                  | 30 de julio | 15:00 | Win Sports       |
| Junior                 | 2 : 0 | Alianza Petrolera | Metropolitano Roberto Meléndez | 30 de julio | 17:00 | RCN              |
| Millonarios            | 0 : 0 | Rionegro Águilas  | Nemesio Camacho El Campín      | 30 de julio | 17:00 | Win Sports       |
| Boyacá Chicó           | 0 : 4 | Deportes Tolima   | La Independencia               | 30 de julio | 19:00 | Win Sports       |
| La Equidad             | 1 : 1 | Patriotas         | Metropolitano de Techo         | 31 de julio | 14:00 | Win Sports       |
| Envigado F. C.         | 1 : 1 | Deportivo Pasto   | Polideportivo Sur              | 31 de julio | 16:00 | Win Sports       |
| Deportivo Cali         | 1 : 0 | Atlético Nacional | Deportivo Cali                 | 31 de julio | 17:00 | RCN y BandSports |
| Cortuluá               | 0 : 1 | Santa Fe          | Doce de Octubre                | 31 de julio | 18:00 | Win Sports       |
| Independiente Medellín | 2 : 1 | Atlético Huila    | Atanasio Girardot              | 31 de julio | 20:00 | Win Sports       |
| Once Caldas            | 3 : 0 | Fortaleza         | Palogrande                     | 1 de agosto | 20:00 | Win Sports       |

| Fortaleza         | 2 : 1 | Boyacá Chicó           | Metropolitano de Techo | 6 de agosto     | 15:15 | Win Sports |
| Rionegro Águilas  | 2 : 3 | Atlético Bucaramanga   | Alberto Grisales       | 6 de agosto     | 17:30 | Win Sports |
| Alianza Petrolera | 1 : 0 | Envigado F. C.         | Daniel Villa Zapata    | 6 de agosto     | 19:45 | Win Sports |
| Patriotas         | 0 : 0 | Atlético Huila         | La Independencia       | 7 de agosto     | 14:00 | Win Sports |
| Deportivo Pasto   | 1 : 0 | Cortuluá               | Departamental Libertad | 7 de agosto     | 16:00 | Win Sports |
| Deportivo Cali    | 1 : 2 | Independiente Medellín | Deportivo Cali         | 7 de agosto     | 17:00 | RCN        |
| Deportes Tolima   | 3 : 1 | Millonarios            | Manuel Murillo Toro    | 7 de agosto     | 18:00 | Win Sports |
| Atlético Nacional | 1 : 0 | Once Caldas            | Atanasio Girardot      | 7 de agosto     | 20:00 | Win Sports |
| Santa Fe          | 1 : 1 | La Equidad             | Metropolitano de Techo | 3 de septiembre | 17:30 | Win Sports |
| Jaguares          | 0 : 0 | Junior                 | Jaraguay               | 4 de septiembre | 15:00 | Win Sports |

| Cortuluá               | 1 : 0 | Alianza Petrolera | Doce de Octubre                | 12 de agosto | 20:00 | Win Sports |
| Envigado F. C.         | 2 : 1 | Jaguares          | Polideportivo Sur              | 13 de agosto | 15:15 | Win Sports |
| Independiente Medellín | 3 : 0 | Patriotas         | Atanasio Girardot              | 13 de agosto | 17:00 | RCN        |
| Junior                 | 1 : 1 | Rionegro Águilas  | Metropolitano Roberto Meléndez | 13 de agosto | 17:30 | Win Sports |
| Millonarios            | 3 : 2 | Fortaleza         | Nemesio Camacho El Campín      | 13 de agosto | 19:30 | Win Sports |
| Atlético Bucaramanga   | 0 : 1 | Deportes Tolima   | Alfonso López                  | 14 de agosto | 15:15 | Win Sports |
| Once Caldas            | 2 : 0 | Deportivo Cali    | Palogrande                     | 14 de agosto | 17:00 | RCN        |
| La Equidad             | 4 : 0 | Deportivo Pasto   | Metropolitano de Techo         | 14 de agosto | 17:30 | Win Sports |
| Boyacá Chicó           | 1 : 1 | Atlético Nacional | La Independencia               | 14 de agosto | 19:30 | Win Sports |
| Atlético Huila         | 1 : 0 | Santa Fe          | Guillermo Plazas Alcid         | 15 de agosto | 15:15 | Win Sports |

| Alianza Petrolera | 0 : 0 | La Equidad             | Daniel Villa Zapata    | 19 de agosto | 20:00 | Win Sports |
| Jaguares          | 1 : 1 | Cortuluá               | Jaraguay               | 20 de agosto | 15:15 | Win Sports |
| Deportes Tolima   | 1 : 1 | Junior                 | Manuel Murillo Toro    | 20 de agosto | 17:00 | RCN        |
| Boyacá Chicó      | 2 : 1 | Once Caldas            | La Independencia       | 20 de agosto | 17:30 | Win Sports |
| Fortaleza         | 1 : 2 | Atlético Bucaramanga   | Metropolitano de Techo | 20 de agosto | 19:45 | Win Sports |
| Rionegro Águilas  | 1 : 4 | Envigado F. C.         | Alberto Grisales       | 21 de agosto | 14:00 | Win Sports |
| Deportivo Pasto   | 2 : 0 | Atlético Huila         | Departamental Libertad | 21 de agosto | 16:00 | Win Sports |
| Santa Fe          | 1 : 1 | Independiente Medellín | Metropolitano de Techo | 21 de agosto | 16:00 | RCN        |
| Atlético Nacional | 1 : 0 | Millonarios            | Atanasio Girardot      | 21 de agosto | 18:00 | Win Sports |
| Deportivo Cali    | 1 : 0 | Patriotas              | Deportivo Cali         | 21 de agosto | 20:00 | Win Sports |

| La Equidad           | 2 : 2 | Fortaleza              | Metropolitano de Techo         | 26 de agosto | 18:00 | Win Sports       |
| Envigado F. C.       | 3 : 1 | Rionegro Águilas       | Polideportivo Sur              | 26 de agosto | 20:00 | Win Sports       |
| Atlético Bucaramanga | 2 : 2 | Alianza Petrolera      | Alfonso López                  | 27 de agosto | 15:15 | Win Sports       |
| Cortuluá             | 1 : 1 | Deportivo Cali         | Doce de Octubre                | 27 de agosto | 17:00 | RCN              |
| Patriotas            | 1 : 0 | Boyacá Chicó           | La Independencia               | 27 de agosto | 17:30 | Win Sports       |
| Once Caldas          | 2 : 3 | Deportivo Pasto        | Palogrande                     | 27 de agosto | 19:45 | Win Sports       |
| Deportes Tolima      | 1 : 1 | Atlético Huila         | Manuel Murillo Toro            | 28 de agosto | 15:15 | Win Sports       |
| Atlético Nacional    | 1 : 0 | Independiente Medellín | Atanasio Girardot              | 28 de agosto | 17:00 | RCN y BandSports |
| Junior               | 1 : 0 | Jaguares               | Metropolitano Roberto Meléndez | 28 de agosto | 17:30 | Win Sports       |
| Santa Fe             | 1 : 2 | Millonarios            | Metropolitano de Techo         | 28 de agosto | 19:30 | Win Sports       |

| Millonarios            | 1 : 1 | Once Caldas       | Nemesio Camacho El Campín      | 21 de julio      | 20:00 | Win Sports       |
| Cortuluá               | 0 : 1 | Rionegro Águilas  | Doce de Octubre                | 9 de septiembre  | 19:45 | Win Sports       |
| Atlético Bucaramanga   | 2 : 2 | Atlético Nacional | Alfonso López                  | 10 de septiembre | 15:15 | Win Sports       |
| Independiente Medellín | 2 : 0 | Deportivo Pasto   | Atanasio Girardot              | 10 de septiembre | 17:00 | RCN              |
| Envigado F. C.         | 1 : 0 | Deportes Tolima   | Polideportivo Sur              | 10 de septiembre | 17:30 | Win Sports       |
| Junior                 | 1 : 2 | Fortaleza         | Metropolitano Roberto Meléndez | 10 de septiembre | 19:45 | Win Sports       |
| Atlético Huila         | 2 : 2 | Alianza Petrolera | Guillermo Plazas Alcid         | 11 de septiembre | 15:15 | Win Sports       |
| Deportivo Cali         | 2 : 0 | Boyacá Chicó      | Deportivo Cali                 | 11 de septiembre | 17:00 | RCN y BandSports |
| La Equidad             | 0 : 1 | Jaguares          | Metropolitano de Techo         | 11 de septiembre | 17:30 | Win Sports       |
| Patriotas              | 2 : 0 | Santa Fe          | La Independencia               | 11 de septiembre | 19:45 | Win Sports       |

| Deportes Tolima   | 0 : 2 | Cortuluá               | Manuel Murillo Toro    | 13 de septiembre | 18:00 | Win Sports              |
| Once Caldas       | 3 : 0 | Atlético Bucaramanga   | Palogrande             | 13 de septiembre | 20:00 | Win Sports              |
| Jaguares          | 0 : 0 | Atlético Huila         | Jaraguay               | 14 de septiembre | 15:15 | Win Sports              |
| Fortaleza         | 1 : 2 | Envigado F. C.         | Metropolitano de Techo | 14 de septiembre | 18:00 | Win Sports              |
| Boyacá Chicó      | 0 : 1 | Millonarios            | La Independencia       | 14 de septiembre | 20:00 | Win Sports y BandSports |
| Rionegro Águilas  | 4 : 0 | La Equidad             | Alberto Grisales       | 15 de septiembre | 16:00 | Win Sports              |
| Deportivo Pasto   | 2 : 3 | Patriotas              | Departamental Libertad | 15 de septiembre | 18:00 | Win Sports              |
| Santa Fe          | 2 : 2 | Deportivo Cali         | Metropolitano de Techo | 15 de septiembre | 20:00 | Win Sports              |
| Alianza Petrolera | 3 : 1 | Independiente Medellín | Daniel Villa Zapata    | 4 de octubre     | 17:00 | Win Sports              |
| Atlético Nacional | 2 : 2 | Junior                 | Atanasio Girardot      | 9 de noviembre   | 19:00 | Win Sports              |

| Millonarios            | 1 : 0 | Deportivo Cali    | Nemesio Camacho El Campín      | 17 de agosto     | 19:45 | Win Sports       |
| Atlético Bucaramanga   | 2 : 0 | Boyacá Chicó      | Álvaro Gómez Hurtado           | 17 de septiembre | 15:15 | Win Sports       |
| Junior                 | 0 : 1 | Once Caldas       | Metropolitano Roberto Meléndez | 17 de septiembre | 17:00 | RCN y BandSports |
| Cortuluá               | 2 : 2 | Fortaleza         | Doce de Octubre                | 17 de septiembre | 17:30 | Win Sports       |
| Envigado F. C.         | 0 : 0 | Atlético Nacional | Polideportivo Sur              | 17 de septiembre | 19:45 | Win Sports       |
| Atlético Huila         | 1 : 2 | Rionegro Águilas  | Guillermo Plazas Alcid         | 18 de septiembre | 16:00 | Win Sports       |
| Independiente Medellín | 1 : 1 | Jaguares          | Atanasio Girardot              | 18 de septiembre | 17:00 | RCN              |
| La Equidad             | 2 : 2 | Deportes Tolima   | Metropolitano de Techo         | 18 de septiembre | 18:00 | Win Sports       |
| Deportivo Pasto        | 0 : 1 | Santa Fe          | Departamental Libertad         | 18 de septiembre | 20:00 | Win Sports       |
| Patriotas              | 1 : 1 | Alianza Petrolera | La Independencia               | 19 de septiembre | 18:00 | Win Sports       |

| Millonarios       | 0 : 3 (W.O.) | Atlético Bucaramanga   | Nemesio Camacho El Campín | 10 de agosto     | 19:45 | Win Sports       |
| Fortaleza         | 1 : 1        | La Equidad             | Metropolitano de Techo    | 23 de septiembre | 19:45 | Win Sports       |
| Rionegro Águilas  | 2 : 2        | Independiente Medellín | Alberto Grisales          | 24 de septiembre | 15:15 | Win Sports       |
| Atlético Nacional | 1 : 1        | Cortuluá               | Atanasio Girardot         | 24 de septiembre | 17:00 | RCN y BandSports |
| Atlético Huila    | 1 : 2        | Deportes Tolima        | Centenario                | 24 de septiembre | 17:00 | Win Sports       |
| Once Caldas       | 2 : 0        | Envigado F. C.         | Palogrande                | 24 de septiembre | 19:45 | Win Sports       |
| Jaguares          | 2 : 3        | Patriotas              | Jaraguay                  | 25 de septiembre | 15:15 | Win Sports       |
| Alianza Petrolera | 0 : 1        | Santa Fe               | Daniel Villa Zapata       | 25 de septiembre | 17:00 | RCN y BandSports |
| Deportivo Cali    | 1 : 1        | Deportivo Pasto        | Deportivo Cali            | 25 de septiembre | 17:30 | Win Sports       |
| Boyacá Chicó      | 2 : 2        | Junior                 | La Independencia          | 25 de septiembre | 19:30 | Win Sports       |

| Cortuluá               | 1 : 1 | Once Caldas          | Doce de Octubre                | 27 de septiembre | 19:45 | Win Sports |
| Patriotas              | 0 : 1 | Rionegro Águilas     | La Independencia               | 29 de septiembre | 18:00 | Win Sports |
| Deportivo Pasto        | 0 : 1 | Alianza Petrolera    | Departamental Libertad         | 29 de septiembre | 20:00 | Win Sports |
| Atlético Huila         | 2 : 1 | Fortaleza            | Guillermo Plazas Alcid         | 30 de septiembre | 16:00 | Win Sports |
| Deportivo Cali         | 2 : 1 | Atlético Bucaramanga | Deportivo Cali                 | 30 de septiembre | 18:00 | Win Sports |
| La Equidad             | 1 : 3 | Atlético Nacional    | Metropolitano de Techo         | 30 de septiembre | 20:00 | Win Sports |
| Santa Fe               | 1 : 0 | Jaguares             | Metropolitano de Techo         | 8 de octubre     | 17:00 | RCN        |
| Envigado F. C.         | 3 : 1 | Boyacá Chicó         | Polideportivo Sur              | 8 de octubre     | 17:00 | Win Sports |
| Independiente Medellín | 1 : 1 | Deportes Tolima      | Atanasio Girardot              | 9 de octubre     | 17:00 | RCN        |
| Junior                 | 2 : 1 | Millonarios          | Metropolitano Roberto Meléndez | 3 de noviembre   | 20:00 | Win Sports |

| Fortaleza            | 2 : 1 | Independiente Medellín | Metropolitano de Techo | 14 de octubre | 20:00 | Win Sports |
| Boyacá Chicó         | 3 : 1 | Cortuluá               | La Independencia       | 15 de octubre | 15:15 | Win Sports |
| Millonarios          | 4 : 1 | Envigado F. C.         | Metropolitano de Techo | 15 de octubre | 17:00 | RCN        |
| Atlético Bucaramanga | 3 : 0 | Junior                 | Álvaro Gómez Hurtado   | 15 de octubre | 17:30 | Win Sports |
| Atlético Nacional    | 4 : 0 | Atlético Huila         | Atanasio Girardot      | 15 de octubre | 19:45 | Win Sports |
| Jaguares             | 3 : 1 | Deportivo Pasto        | Jaraguay               | 16 de octubre | 15:15 | Win Sports |
| Rionegro Águilas     | 0 : 4 | Santa Fe               | Alberto Grisales       | 16 de octubre | 17:00 | RCN        |
| Deportes Tolima      | 1 : 0 | Patriotas              | Manuel Murillo Toro    | 16 de octubre | 17:30 | Win Sports |
| Alianza Petrolera    | 1 : 0 | Deportivo Cali         | Daniel Villa Zapata    | 16 de octubre | 19:30 | Win Sports |
| Once Caldas          | 0 : 2 | La Equidad             | Palogrande             | 17 de octubre | 19:30 | Win Sports |

| La Equidad             | 1 : 2 | Boyacá Chicó         | Metropolitano de Techo | 21 de octubre | 19:45 | Win Sports |
| Patriotas              | 1 : 0 | Fortaleza            | La Independencia       | 22 de octubre | 14:00 | Win Sports |
| Alianza Petrolera      | 2 : 0 | Jaguares             | Daniel Villa Zapata    | 22 de octubre | 16:00 | Win Sports |
| Deportivo Cali         | 2 : 0 | Junior               | Deportivo Cali         | 22 de octubre | 17:00 | RCN        |
| Deportivo Pasto        | 0 : 1 | Rionegro Águilas     | Departamental Libertad | 22 de octubre | 18:00 | Win Sports |
| Independiente Medellín | 2 : 2 | Atlético Nacional    | Atanasio Girardot      | 22 de octubre | 20:00 | Win Sports |
| Atlético Huila         | 2 : 1 | Once Caldas          | Guillermo Plazas Alcid | 23 de octubre | 15:15 | Win Sports |
| Santa Fe               | 1 : 1 | Deportes Tolima      | Metropolitano de Techo | 23 de octubre | 17:00 | RCN        |
| Envigado F. C.         | 0 : 0 | Atlético Bucaramanga | Polideportivo Sur      | 23 de octubre | 17:30 | Win Sports |
| Cortuluá               | 2 : 3 | Millonarios          | Doce de Octubre        | 23 de octubre | 19:30 | Win Sports |

| Boyacá Chicó         | 2 : 0 | Atlético Huila         | La Independencia               | 28 de octubre | 19:45 | Win Sports |
| Rionegro Águilas     | 0 : 1 | Alianza Petrolera      | Alberto Grisales               | 29 de octubre | 14:00 | Win Sports |
| Atlético Bucaramanga | 3 : 1 | Cortuluá               | Álvaro Gómez Hurtado           | 29 de octubre | 16:00 | Win Sports |
| Fortaleza            | 1 : 1 | Santa Fe               | Metropolitano de Techo         | 29 de octubre | 17:10 | RCN        |
| Junior               | 2 : 1 | Envigado F. C.         | Metropolitano Roberto Meléndez | 29 de octubre | 18:00 | Win Sports |
| Once Caldas          | 1 : 2 | Independiente Medellín | Palogrande                     | 29 de octubre | 20:00 | Win Sports |
| Jaguares             | 0 : 1 | Deportivo Cali         | Jaraguay                       | 30 de octubre | 15:15 | Win Sports |
| Atlético Nacional    | 2 : 1 | Patriotas              | Atanasio Girardot              | 30 de octubre | 17:10 | RCN        |
| Deportes Tolima      | 0 : 0 | Deportivo Pasto        | Manuel Murillo Toro            | 30 de octubre | 17:30 | Win Sports |
| Millonarios          | 1 : 2 | La Equidad             | Metropolitano de Techo         | 30 de octubre | 19:30 | Win Sports |

| Patriotas              | 0 : 1 | Once Caldas          | La Independencia       | 4 de noviembre | 19:45 | Win Sports |
| La Equidad             | 2 : 1 | Atlético Bucaramanga | Metropolitano de Techo | 5 de noviembre | 15:15 | Win Sports |
| Deportivo Cali         | 1 : 0 | Envigado F. C.       | Deportivo Cali         | 5 de noviembre | 17:10 | RCN        |
| Alianza Petrolera      | 3 : 0 | Deportes Tolima      | Daniel Villa Zapata    | 5 de noviembre | 17:30 | Win Sports |
| Deportivo Pasto        | 1 : 0 | Fortaleza            | Departamental Libertad | 5 de noviembre | 19:45 | Win Sports |
| Independiente Medellín | 3 : 2 | Boyacá Chicó         | Atanasio Girardot      | 5 de noviembre | 19:45 | Win Sports |
| Jaguares               | 1 : 0 | Rionegro Águilas     | Jaraguay               | 6 de noviembre | 15:15 | Win Sports |
| Cortuluá               | 1 : 2 | Junior               | Doce de Octubre        | 6 de noviembre | 17:30 | Win Sports |
| Santa Fe               | 0 : 0 | Atlético Nacional    | Metropolitano de Techo | 6 de noviembre | 19:30 | Win Sports |
| Atlético Huila         | 0 : 3 | Millonarios          | Guillermo Plazas Alcid | 7 de noviembre | 15:15 | RCN        |

| Atlético Nacional    | 3 : 1 | Deportivo Pasto        | Ditaires                       | 19 de noviembre | 19:45 | Win Sports                 |
| Junior               | 2 : 1 | La Equidad             | Metropolitano Roberto Meléndez | 20 de noviembre | 15:30 | Win Sports                 |
| Once Caldas          | 1 : 2 | Santa Fe               | Palogrande                     | 20 de noviembre | 18:00 | Win Sports                 |
| Atlético Bucaramanga | 0 : 0 | Atlético Huila         | Álvaro Gómez Hurtado           | 20 de noviembre | 18:00 | Win Sports (Señal Alterna) |
| Boyacá Chicó         | 1 : 2 | Patriotas              | La Independencia               | 20 de noviembre | 18:00 | winsportsonline.com        |
| Envigado F. C.       | 1 : 0 | Cortuluá               | Polideportivo Sur              | 20 de noviembre | 18:00 | winsports.co               |
| Fortaleza            | 1 : 0 | Alianza Petrolera      | Metropolitano de Techo         | 20 de noviembre | 18:00 | winsports.co               |
| Deportes Tolima      | 2 : 0 | Jaguares               | Manuel Murillo Toro            | 20 de noviembre | 18:00 | winsports.co               |
| Millonarios          | 3 : 1 | Independiente Medellín | Nemesio Camacho El Campín      | 20 de noviembre | 18:00 | RCN                        |
| Rionegro Águilas     | 1 : 3 | Deportivo Cali         | Alberto Grisales               | 20 de noviembre | 18:00 | RCN HD2                    |

## Fase final
Para la segunda fase del torneo, los cuartos de final, clasificaron los mejores ocho ubicados en la tabla del Todos contra todos. Estos ocho equipos se dividirán en cuatro llaves: llave A, B, C y D, los ubicados del primer (1°) al cuarto (4°) puesto fueron ubicados respectivamente en dichas llaves, con la ventaja de que el juego de vuelta lo disputarán en condición de local. Los rivales de estos cuatro equipos saldrán de los ubicados del quinto (5°) al octavo (8°) puesto, los cuales sortearán su ubicación en las llaves A, B, C y D. El sorteo de los play-offs se llevó a cabo el 21 de noviembre, un día después de definirse los ocho clasificados.

### Cuadro final
|  | Cuartos de final       | Cuartos de final     | Cuartos de final     |       |                      | Semifinales          | Semifinales          | Semifinales          |  |  | Final                | Final                | Final                |
|  | 26 al 4 de diciembre   | 26 al 4 de diciembre | 26 al 4 de diciembre |       |                      | 7 al 11 de diciembre | 7 al 11 de diciembre | 7 al 11 de diciembre |  |  | 14 y 18 de diciembre | 14 y 18 de diciembre | 14 y 18 de diciembre |
|  |                        |                      |                      |       |                      |                      |                      |                      |  |  |                      |                      |                      |
|  | Atlético Nacional      | 1                    | 3                    |       |                      |                      |                      |                      |  |  |                      |                      |                      |
|  | Millonarios            | 2                    | 0                    |       |                      |                      |                      |                      |  |  |                      |                      |                      |
|  | Millonarios            | 2                    | 0                    |       | Atlético Nacional    | 1                    | 0                    |                      |  |  |                      |                      |                      |
|  |                        |                      |                      |       | Atlético Nacional    | 1                    | 0                    |                      |  |  |                      |                      |                      |
|  |                        | Santa Fe             | 1                    | 4     |                      |                      |                      |                      |  |  |                      |                      |                      |
|  | Santa Fe               | Santa Fe             | 1                    | 4     | 2                    | 2                    |                      |                      |  |  |                      |                      |                      |
|  | Santa Fe               |                      |                      |       | 2                    | 2                    |                      |                      |  |  |                      |                      |                      |
|  | Independiente Medellín | 1                    | 0                    |       |                      |                      |                      |                      |  |  |                      |                      |                      |
|  |                        |                      |                      |       |                      |                      |                      |                      |  |  | Santa Fe             | 0                    | 1                    |
|  |                        |                      | Deportes Tolima      | 0     | 0                    |                      |                      |                      |  |  |                      |                      |                      |
|  | Deportivo Cali         | 1                    | 1                    |       |                      |                      |                      |                      |  |  |                      |                      |                      |
|  | Atlético Bucaramanga   | 2                    | 1                    |       |                      |                      |                      |                      |  |  |                      |                      |                      |
|  | Atlético Bucaramanga   | 2                    | 1                    |       | Deportes Tolima (p.) | 0                    | 2 (4)                |                      |  |  |                      |                      |                      |
|  |                        |                      |                      |       | Deportes Tolima (p.) | 0                    | 2 (4)                |                      |  |  |                      |                      |                      |
|  |                        | Atlético Bucaramanga | 1                    | 1 (2) |                      |                      |                      |                      |  |  |                      |                      |                      |
|  | Deportes Tolima (p.)   | Atlético Bucaramanga | 1                    | 1 (2) | 2                    | 0 (3)                |                      |                      |  |  |                      |                      |                      |
|  | Deportes Tolima (p.)   |                      |                      |       | 2                    | 0 (3)                |                      |                      |  |  |                      |                      |                      |
|  | Patriotas              | 1                    | 1 (0)                |       |                      |                      |                      |                      |  |  |                      |                      |                      |

- Nota : El equipo ubicado en la primera línea de cada llave es el que ejerce la localía en el partido de vuelta.
- En adelante, la hora de cada encuentro corresponde a la hora legal de Colombia (UTC-5).

### Cuartos de final
| 27 de noviembre de 2016, 19:05 | Millonarios               | 2:1 (0:1) | Atlético Nacional | Estadio Nemesio Camacho El Campín, Bogotá |                          |
|                                | Del Valle 68' · Silva 73' | Reporte   | Quiñónes 14'      | Árbitro(s): Luis Sánchez                  | Árbitro(s): Luis Sánchez |

| 3 de diciembre de 2016, 19:30 | Atlético Nacional                   | 3:0 (1:0) | Millonarios | Estadio Atanasio Girardot, Medellín |                           |
|                               | Guerra 40' · Díaz 88' · Nieto 90'+1 | Reporte   |             | Árbitro(s): Nicolás Gallo           | Árbitro(s): Nicolás Gallo |

| 26 de noviembre de 2016, 19:45 | Independiente Medellín | 1:2 (1:1) | Santa Fe                   | Estadio Atanasio Girardot, Medellín |                             |
|                                | Cortés 9'              | Reporte   | Plata 16' · L. Balanta 55' | Árbitro(s): Gustavo Murillo         | Árbitro(s): Gustavo Murillo |

| 3 de diciembre de 2016, 17:30 | Santa Fe                     | 2:0 (1:0) | Independiente Medellín | Estadio Nemesio Camacho El Campín, Bogotá |                         |
|                               | L.Balanta 30' · Gordillo 47' | Reporte   |                        | Árbitro(s): Juan Pontón                   | Árbitro(s): Juan Pontón |

| 26 de noviembre de 2016, 17:30 | Atlético Bucaramanga            | 2:1 (0:0) | Deportivo Cali | Estadio Álvaro Gómez Hurtado, Floridablanca |                          |
|                                | Guevgeozián 70' · Rodríguez 81' | Reporte   | Lloreda 46'    | Árbitro(s): Adrián Vélez                    | Árbitro(s): Adrián Vélez |

| 4 de diciembre de 2016, 19:00 | Deportivo Cali | 1:1 (1:0) | Atlético Bucaramanga | Estadio Deportivo Cali, Palmira |                           |
|                               | Mosquera 27'   | Reporte   | Guevgeozián 75'      | Árbitro(s): Wilmar Roldán       | Árbitro(s): Wilmar Roldán |

| 27 de noviembre de 2016, 18:00 | Patriotas | 1:2 (1:0) | Deportes Tolima             | Estadio La Independencia, Tunja |                             |
|                                | Gómez 3'  | Reporte   | Rodríguez 53' · Delgado 60' | Árbitro(s): Carlos Betancur     | Árbitro(s): Carlos Betancur |

| 4 de diciembre de 2016, 15:00 | Deportes Tolima          | 0:1 (0:0) (3:0 p.)         | Patriotas                 | Estadio Manuel Murillo Toro, Ibagué |                             |
|                               |                          | Reporte                    | Villota 72'               | Árbitro(s): Gustavo Murillo         | Árbitro(s): Gustavo Murillo |
|                               |                          | Tiros desde el punto penal |                           |                                     |                             |
|                               | Mosquera · Pérez · Rivas |                            | Cano · Ibargüen · Vásquez |                                     |                             |

### Semifinales
| 7 de diciembre de 2016, 19:00 | Santa Fe  | 1:1 (0:1) | Atlético Nacional | Estadio Nemesio Camacho El Campín, Bogotá |                             |
|                               | Gómez 54' | Reporte   | Bernal 35'        | Árbitro(s): Carlos Betancur               | Árbitro(s): Carlos Betancur |

| 11 de diciembre de 2016, 19:00 | Atlético Nacional | 0:4 (0:2) | Santa Fe                                       | Estadio Atanasio Girardot, Medellín |                         |
|                                |                   | Reporte   | Moya 6' · Osorio 17' · Tesillo 47' · Plata 70' | Árbitro(s): Juan Pontón             | Árbitro(s): Juan Pontón |

| 8 de diciembre de 2016, 19:00 | Atlético Bucaramanga | 1:0 (1:0) | Deportes Tolima | Estadio Álvaro Gómez Hurtado, Floridablanca |                           |
|                               | Guevgeozián 37'      | Reporte   |                 | Árbitro(s): Mario Herrera                   | Árbitro(s): Mario Herrera |

| 11 de diciembre de 2016, 16:30 | Deportes Tolima                   | 2:1 (1:0) (4:2 p.)         | Atlético Bucaramanga                  | Estadio Manuel Murillo Toro, Ibagué |                              |
|                                | Rodríguez 15' · Gómez 77'         | Reporte                    | Guevgeozián 56'                       | Árbitro(s): Gustavo González        | Árbitro(s): Gustavo González |
|                                |                                   | Tiros desde el punto penal |                                       |                                     |                              |
|                                | Aquino · Vargas · Delgado · Gómez |                            | Cataño · Guevgeozián · Bava · Peralta |                                     |                              |

### Final
| 14 de diciembre de 2016, 19:00 | Deportes Tolima | 0:0     | Santa Fe | Estadio Manuel Murillo Toro, Ibagué                       |                                                           |
|                                |                 | Reporte |          | Asistencia: 28 179 espectadores Árbitro(s): Nicolás Gallo | Asistencia: 28 179 espectadores Árbitro(s): Nicolás Gallo |

| 18 de diciembre de 2016, 18:00 | Santa Fe   | 1:0 (1:0) | Deportes Tolima | Estadio Nemesio Camacho El Campín, Bogotá                 |                                                           |
|                                | Urrego 10' | Reporte   |                 | Asistencia: 39 000 espectadores Árbitro(s): Wilmar Roldán | Asistencia: 39 000 espectadores Árbitro(s): Wilmar Roldán |

|                                           |
| Bandera de Colombia                       |
| Campeón Independiente Santa Fe 9.º título |

## Estadísticas

### Goleadores
| Jugador           | Equipos                | Goles | PJ | Media |
| ----------------- | ---------------------- | ----- | -- | ----- |
| Ayron del Valle   | Millonarios            | 12    | 20 | 0.6   |
| Diego Álvarez     | Patriotas Boyacá       | 11    | 21 | 0.52  |
| Darío Rodríguez   | Atlético Bucaramanga   | 10    | 22 | 0.45  |
| Luis Páez         | Rionegro Águilas       | 9     | 16 | 0.56  |
| Angelo Rodríguez  | Deportes Tolima        | 9     | 19 | 0.47  |
| Michael Rangel    | Junior                 | 8     | 17 | 0.47  |
| Carlos Peralta    | La Equidad             | 7     | 17 | 0.41  |
| Christian Marrugo | Independiente Medellín | 7     | 19 | 0.37  |
| Omar Duarte       | Atlético Huila         | 7     | 19 | 0.37  |
| Jown Cardona      | Cortuluá               | 7     | 20 | 0.35  |

Fuente: Web oficial de Dimayor

### Asistentes
| Jugador           | Equipos              | Asistencias |
| ----------------- | -------------------- | ----------- |
| John Freddy Pérez | Atlético Bucaramanga | 6           |
| Nelson Barahona   | Alianza Petrolera    | 6           |
| Juan Domínguez    | Junior               | 6           |
| Cristian Dájome   | Atlético Nacional    | 5           |
| Jonathan Gómez    | Santa Fe             | 5           |
| Fabián Sambueza   | Deportivo Cali       | 5           |
| Maximiliano Núñez | Millonarios          | 5           |
| Uvaldo Luna       | Patriotas Boyacá     | 5           |
| Mateo Palacios    | Boyacá Chicó         | 5           |
| Mauricio Gómez    | Patriotas Boyacá     | 4           |

Fuente: Web oficial de Win Sports Archivado el 15 de agosto de 2016 en Wayback Machine.

## Clasificación a torneos internacionales
| Clasificado como | Copa Libertadores 2017 | Copa Sudamericana 2017 | Recopa Sudamericana 2017 | Mundial de Clubes 2016 |
| ---------------- | ---------------------- | ---------------------- | ------------------------ | ---------------------- |
| Colombia 1       | Atlético Nacional      | Deportes Tolima        | Atlético Nacional        | Atlético Nacional      |
| Colombia 2       | Santa Fe               | Deportivo Cali         |                          |                        |
| Colombia 3       | Independiente Medellín | Patriotas              |                          |                        |
| Colombia 4       | Millonarios            | Rionegro Águilas       |                          |                        |
| Colombia 5       | Junior                 |                        |                          |                        |

## Cambios de categoría al final de temporada
| Ascenso | América de Cali Tigres F. C. |

| Descenso | Boyacá Chicó Fortaleza CEIF |